# بهیه‌خانم
بَهیّه‌خانم (۱۸۴۶ در تهران - ۱۵ ژوئیهٔ ۱۹۳۲ در حیفا) ملقب به ورقهٔ عُلیا و با نام اصلی فاطمه‌سلطان متولد شده. او تنها دختر بهاءالله و آسیه‌خانم و خواهر تنی عبدالبهاء بود. وی دارای مقام بسیار والایی در دیانت بهایی است و از بزرگ‌ترین زنان تاریخ بهائیت به‌شمار می‌رود. او طی سال‌های متمادی و در اختلافات داخلی بین خانواده بهاءالله که منجر به انفصال بسیاری از اعضای خانواده از بدنه دیانت بهایی شد، به جانشینان منصوص بهاءالله یعنی عبدالبهاء و شوقی افندی وفادار ماند و از ایشان پشتیبانی کرد. وی در زمان سفرهای عبدالبهاء به اروپا و آمریکا (بین سال‌های ۱۲۸۹ تا ۱۲۹۲) و سفر شوقی افندی به اروپا (بین سال‌های ۱۳۰۱ تا ۱۳۰۳) سِمت رهبر اجرایی آیین بهایی را برعهده داشت. سمتی که تا پیش از این برای یک زن در تاریخ ادیان ابراهیمی بی‌سابقه بوده‌است. به اعتقاد بهائیان، در هر ظهور الهی زنی مقدس وجود دارد که به «قهرمان جاودانه» آن ظهور بدل می‌گردد. در زمان عیسی، مریم مقدس، در زمان محمد دخترش فاطمه زهرا و در زمان باب، طاهره این نقش را ایفا نموده‌اند و بهائیان معتقدند که بهیه‌خانم دارای نقشی مشابه در دور بهائی است.
سوزان استایلزمنک و ارویند شارما از بهیه‌خانم، آسیه‌خانم و طاهره قرةالعین به عنوان «سه زن مهم در آئین بهایی» یاد کرده‌اند.
بِهیّه‌خانم هیچ‌گاه ازدواج نکرد و زندگی‌اش را وقف خدمت به پدرش بهاءالله و برادرش عبدالبهاء کرد. او در ۲۴ تیر ۱۳۱۱ در حیفا درگذشت و در باغ‌های بهایی در کوه کرمل دفن و آرامگاه و بنای یادبود او در مرکز جهانی بهایی ساخته شد.

## در دوران حیات بهاءالله

### تهران (۱۸۴۶–۱۸۵۲ میلادی)
او که در یک خانواده ثروتمند در تهران به دنیا آمد، به یاد می‌آورد که پدر و مادرش به خاطر خدماتشان به فقرا تحسین می‌شدند. بهاریه معانی، محقق بهائی، می‌نویسد که بهیه‌خانم احتمالاً در اواخر سال ۱۸۴۶ یا اوایل ۱۸۴۷ میلادی به دنیا آمد است.
دوران کودکی او مملو از شادی بود. او خود توصیف می‌کند که به چه میزان دوست داشته تا به همراه برادرش عبدالبهاء «در باغ‌های زیبا بازی کند». بهیه‌خانم سال‌های اولیهٔ زندگی خود را در محیطی سرشار از امتیازات اجتماعی، ثروت و عشق گذراند. خانهٔ پدری ایشان در تهران و دیگر خانه‌های روستایی متعلق به خانواده‌اش همگی در کمال راحت و آراستگی بود و بهیه‌خانم و دو برادرش – عباس و مهدی – از هر مزیتی که جایگاه رفیع خانوادگی شان می‌توانست ارائه دهد برخوردار بودند. بهیه‌خانم تنها شش سال داشت که پدرش در سال ۱۸۵۲ میلادی دستگیر و در زندان سیاهچال تهران محبوس شد. خانهٔ مسکونی ایشان مصادره شد و تمامی اثاثیهٔ آن به غارت رفت. او به خوبی نعره‌های اوباشی را که به غارت بابیان می‌پرداختند به یاد می‌آورد. نعره‌هایی که در ضمیر او ردپایی پررنگ از خود برجای گذاشتند. او باقی‌ماندهٔ عمر خود را به همراهی بهاءالله در محرومیت، تبعید و زندان گذراند. تبعیدهایی که هزینهٔ آن را خانوادهٔ غارت‌شدهٔ او مجبور بودند تا در آغاز با فروش هدایای ازدواج مادرش تأمین کنند. بهیه‌خانم در دوران بزرگسالی نیز به انتخاب خویش به همراهی با بهاءالله ادامه داد.

### بغداد (۱۸۵۳–۱۸۶۳ میلادی)
در ژانویهٔ ۱۸۵۳ بهاءالله به بغداد تبعید شد و او و خانواده‌اش مجبور به سفری دشوار از تهران در میان کوه‌های پوشیده از برف شدند. بهیه‌خانم به یاد می‌آورد که پس از ورود به بغداد پدرش در کارهای مربوط به خانه کمک می‌کرده. بهاءالله اما مدتی بعد بی‌خبر بغداد را به دلایلی و به تنهایی ترک می‌کند و در کوهستان‌های اطراف سلیمانیه کنج عزلت می‌گزیند. در این اثنا رهبر اسمی دیانت بابی، برادر ناتنی بهاالله، میرزا یحیی سرپرست خانوادهٔ او می‌گردد. میرزا یحیی، طبق گفتهٔ بهیه‌خانم، او را از خروج از خانه برای بازی با کودکان دیگر منع می‌کرده و در موردی دیگر به پزشک اجازه نمی‌دهد تا برادر تازه متولدشدهٔ او را که به مراقبت پزشکی نیاز داشته ملاقات کند که نتیجتاً موجب مرگ نوزاد می‌گردد. غم و اندوه مشترکی که عبدالبهاء، مادرش و او احساس می‌کردند، باعث شد تا مونس همیشگی یکدیگر باشند. بهیه‌خانم سال‌ها بعد در مورد آن ایام می‌گوید: «من غم و اندوه آن روزها را به وضوح به یاد دارم». وقتی بهاءالله پس از نزدیک به دو سال گوشه‌نشینی به خانه بازمی‌گردد، خانوادهٔ او بسیار خوشحال می‌شوند. بهیه‌خانم به یاد می‌آورد که چگونه در «انتظاری نفسگیر» مترصد دیدار پدرش بوده‌است.
در بغداد بهیه پا به دوران جوانی گذارد و از او به وقار، ملاطفت، آراستگی، مهربانی و صمت یاد می‌شده. شوقی افندی با اشاره به دوران نوجوانی او اظهار می‌دارد که مأموریت‌هایی به او سپرده می‌شد که «هیچ دختر هم سن و سال او نه می‌توانست و نه علاقه‌مند به انجام بود». بهیه دریچهٔ منحصر به فردی به سوی شرایط اعلان رسالت بهاالله در باغ رضوان بغداد می‌گشاید و از او شنیده شده که در شرح این واقعه می‌گوید: بهاءالله دعوی خود را در حضور پسرش عبدالبهاء و چهار نفر دیگر اعلان نمود.

### استانبول/ادرنه (۱۸۶۳–۱۸۶۸ میلادی)
در ماه مه ۱۸۶۳ میلادی بهاءالله به همراه خانواده‌اش به استانبول، پایتخت امپراتوری عثمانی تبعید شد. در استانبول بود که بهیه‌خانم تصمیم گرفت تا هرگز ازدواج ننماید. تصمیمی که هرچند در آن عصر و برای زنی از طبقهٔ او بسیار عجیب بود، اما با موافقت کامل بهاءالله همراه شد. پس از مدت کوتاهی در استانبول خانوادهٔ او مجدداً و این بار به ادرنه تبعید شدند. بهیه‌خانم خود توصیف می‌کند که تا زمان سفر به ادرنه زنی جوان و قوی بود است، اما ادرنه دوران بسیار ناخوشایندی را برای او به همراه داشته‌است.
بهیه در زمان دسیسهٔ مسمومیت بهاءالله در ادرنه ۲۰ ساله بود. او به خوبی واقف بود که ممکن است از پدرش جدا شود و وقتی خبر رسید که خانوادهٔ بهاءالله باید جداگانه و به دو مقصد مختلف تبعید شوند، بهیه مرحمی شد بر نگرانی‌های مادر و برادرش. شوقی افندی با اشاره به نقش او در قضیهٔ انفصال میان میرزا یحیی و بهاءالله در سال ۱۸۶۸، خاطرنشان می‌کند که بهیه‌خانم از فعال‌ترین افراد در تشویق بابیان به پذیرش ادعاهای پدرش بود است.

### عکا (۱۸۶۸–۱۸۷۰ میلادی)

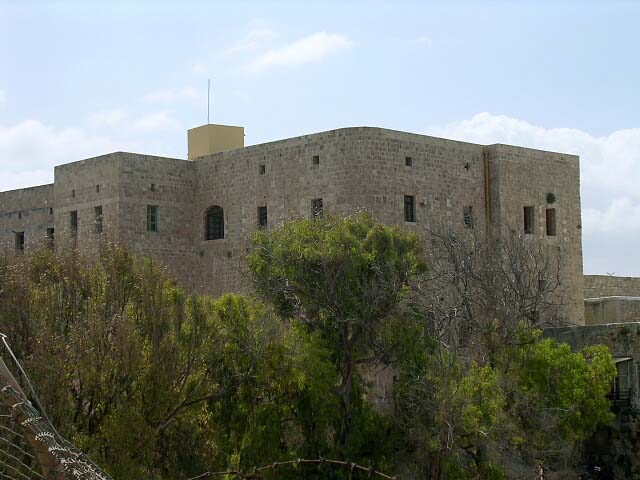
زندان عکا که بهیه و خانواده‌اش در آن زندانی بودند

در ژوئیهٔ ۱۸۶۸، دولت عثمانی، بهاءالله و خانواده‌اش را به زندان شهر عکا تبعید کرد که در آن زمان واقع در بخش سوریه از امپراتوری عثمانی بود. بهیه‌خانم ۲۱ ساله بود که به عنوان یک زندانی وارد عکا شد. این چهارمین و آخرین تبعید او تا پایان حیاتش بود. او با وجود این‌که در اوایل دههٔ دوم زندگی بود اما همچنان مصمم بود تا ازدواج ننماید. پس از رسیدن به اسکلهٔ عکا، تبعیدیان سرگردان و به شدت خسته بودند. مردم محلی به زبان عربی ایشان را به سخره می‌گرفتند و بهیه‌خانم که قادر به درک این زبان بود می‌شنید که چگونه قرار است تا خانوادهٔ او را به دریا اندازند یا به زنجیر کشیده و زندانی کنند. او بعدها در تأثیر این وقایع بر ذهن جوانش این‌چنین می‌گوید:
«هرچند دشوار می‌نماید، اما تصور کنید که این وقایع چه تأثیر طاقت‌فرسایی بر ذهن دختری جوان چون من می‌توانسته داشته باشد. آیا می‌توانید باور کنید که گفتار من عین واقعیت است و این‌که زندگی من با زندگی دیگر زنان هموطنم چقدر متفاوت بوده‌است؟».
غذا در دسترس نبود و بهیه‌خانم به یاد می‌آورد که چگونه بهاءالله از غذای ناچیز خود می‌گذشت تا کودکان گرسنه نمانند. خانوادهٔ او در چند سلول کوچک در مجاورت هم محبوس شده بودند. کف سلول‌ها تا مچ پا از لجن پوشیده بود، و شرایط به‌قدری سخت بود که در روزهای اول بهیه‌خانم چندین بار بیهوش شد. «شاید این مصیبت‌بارترین تجربه‌ای بود که در زندگی داشته‌ام». این دوره برای بهیه‌خانم، و بسیاری از دیگر بهائیان همراه، به دلیل مرگ سه بهائی در زندان و رفتار خصمانهٔ مردم شهر، بسیار پر اضطراب بود. به ویژه حادثهٔ مرگ میرزا مهدی، کوچک‌ترین برادر بهیه‌خانم، هر آنچه از صبر و قرار برای خانواده باقی مانده بود را ربود. پس از مرگ میرزا مهدی در سال ۱۸۷۰ بهیه لباس‌های آغشته به خون او را جمع کرد و برای همیشه نگاه داشت.

### عکا (۱۸۷۰–۱۸۹۲ میلادی)

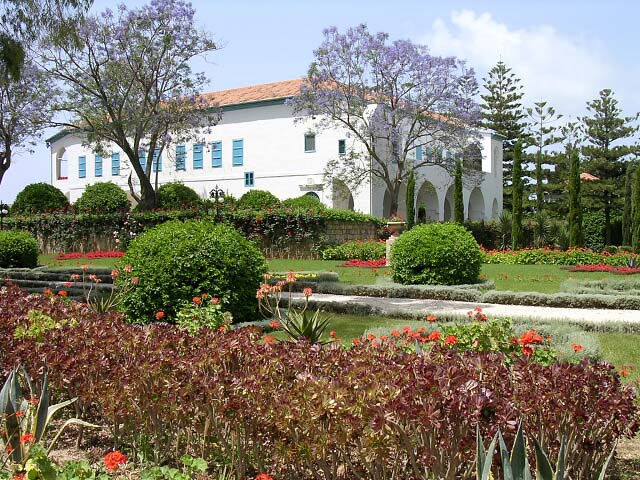
قصر بهجی

در سال ۱۸۷۰ مردم عکا کم‌کم شروع به احترام گذاردن به بهائیان، به ویژه به عبدالبهاء، نمودند. عبدالبهاء توانست ترتیبی دهد که در شهر عکا خانه‌ای برای خانواده اجاره شود و بهیه ۲۳ ساله بود که بالاخره توانست ساختمان زندان عکا را ترک نماید. بعدها و در حدود سال ۱۸۷۹ خانوادهٔ او به قصر بهجی، که یک بیماری همه‌گیر باعث فرار ساکنان آن از عکا شد بود، نقل مکان کردند. دوران عکا با وجود شروع ناخوشایندش، مکان برخی از شادترین سال‌های زندگی بهیه‌خانم شد. با ازدواج عبدالبهاء و منیره خانم، بهیه و منیره که تقریباً هم سن و سال بودند به دوستانی صمیمی و مونسی همیشگی بدل شدند. با گذشت زمان بهائیان درمی‌یافتند که ازدواج بهیه‌خانم بعید به نظر می‌رسد و همگی به این انتخاب او احترام می‌گذاشتند. بهیه‌خانم به مادر و پدرش در خدمت به زائرانی که به دیدار بهاءالله می‌آمدند کمک می‌کرد. بهیه به پدرش بسیار نزدیک بود و بهاءالله او را در یکی از مکاتیب خود این‌گونه مخاطب می‌سازد: «... و ما احلی حضورک لدی الوجه و نظری الیک و عنایتی الیک و فضلی علیک و ذکری ایاک…»
یکی از مصائب بهیه‌خانم در این دورهٔ زمانی مرگ مادرش در سال ۱۸۸۶ بود. او از کودکی به مادرش بسیار نزدیک بود و مرگ او بهیه را با خلأ ای عظیم در زندگی مواجه کرد. با مرگ مادرش، نواب، بهاءالله لقب «ورقه علیا»، که تا پیش از آن لقب نواب بود، را به او داد و از آن پس بهیه نقش مدیریت امور خانه، که شامل میزبانی جلساتی برای بانوان زائر نیز می‌شد، را بر عهده گرفت. بهیه در دورانی که عبدالبهاء قیادت دیانت بهائی را بر عهده داشت نیز به ایفای این نقش ادامه داد. شش سال بعد از درگذشت نواب یعنی در سال ۱۸۹۲ بهاءالله نیز درگذشت. بهیه در غم از دست دادن پدرش چنان در سوگ نشست که بسیار لاغر و ضعیف شده بود. بعد از فوت پدر، عبدالبهاء، به نص صریح وصیت‌نامهٔ کتبی بهاءالله، به ولایت دیانت بهائی منصوب شد و بهیه تنها بازمانده از خانوادهٔ خویش بود که به حمایت از او قیام کرد. بهیه نخجوانی او را دارای هوشیاری، درایت، ادب، شکیبایی مفرط و شجاعت قهرمانانه توصیف می‌کند.

## پس از درگذشت بهاءالله

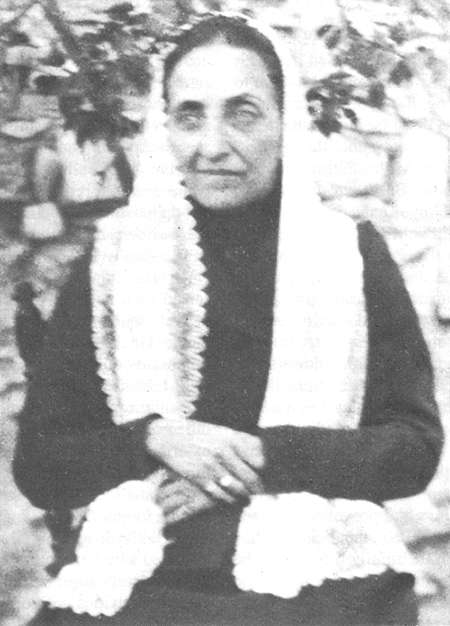
بهیه ملقب به «ورقه علیا».

### نقش مذهبی

#### اولین زائران غربی
در سال ۱۸۹۸ بود که اولین زائران غربی، از جمله فیبی هرست، لوا گتسینگر، الا گودال کوپر، می ماکسول و اولین بهائی آفریقایی‌تبار رابرت ترنر، از عبدالبهاء و بهیه در فلسطین دیدن کردند. علی‌رغم وضعیت نامناسب جسمانی، بهیه‌خانم این زائران را به حضور پذیرفت. این زیارت عمیقاً بر بهیه‌خانم تأثیر گذاشت و مایهٔ سرور خانوادهٔ عبدالبهاء در آن تبعیدگاه شد. با توجه به پیشینهٔ فرهنگی و باورهای مذهبی مردم در شهر عکا، بهیه‌خانم بیشتر وقت خود را با بانوان زائر می‌گذراند تا آقایان. لیدی بلومفیلد می‌نویسد که بهیه‌خانم «به شدت دلبستهٔ» برادر و خاطرات والدینش بود. او به «حس شوخ‌طبعی»و هوش «قابل توجه» بهیه نیز اشاره می‌نماید. اندکی پس از این وقایع، بهیه‌خانم در نامه‌ای به یکی از زنان بهائی ایرانی چنین می‌نویسد:

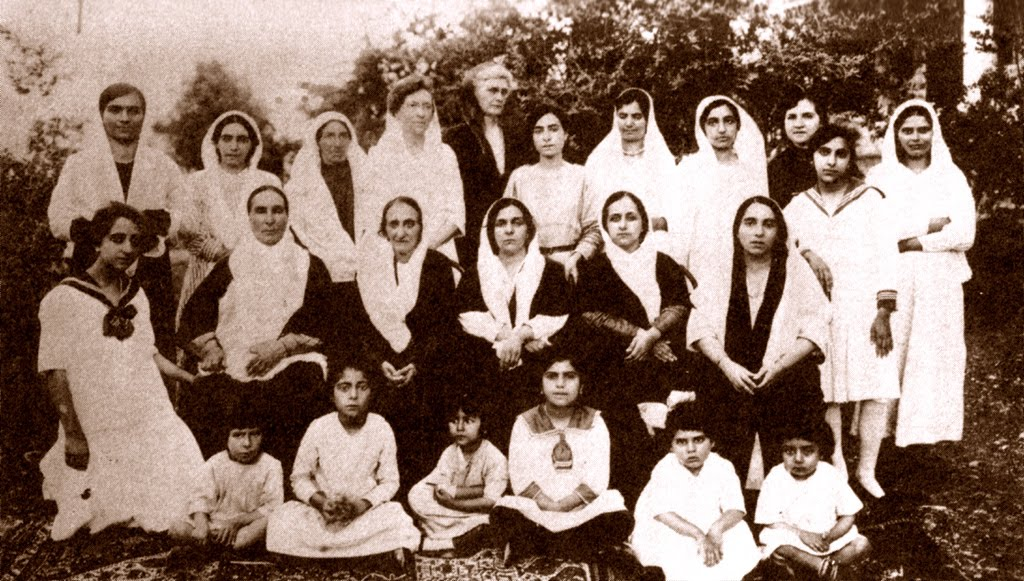
بهیه‌خانم در میان دیگر زنان خانواده و چند تن از زائران غربی

«جمعی از خواهران روحانی شما اعنی اِماءالله مقبلات و مخّدرات زائرات که از پاریس و آمریکا این ایام به بقعهُ مبارکهٔ نورا وارد و به شرف تقبیل آستان مقّدس و زیارت لقای انور مرکز امر خداوند مقتدر حضرت عبدالبهاء روحی فداه مشرف و فایزند حاضر و با آن‌ها مأنوس و مألوفیم. هر یک، به لسان حال و حقیقت، تکبیر و تحیّت می‌رسانند…»

#### پس از آزادی
در سال ۱۹۰۸، ترکان جوان تمامی زندانیان سیاسی رژیم عثمانی را آزاد کردند و بهیه نیز آزاد اعلام شد. وقتی که او وارد تبعیدگاه عکا شد تنها ۲۱ سال داشت، و در زمان آزادی دههٔ ششم زندگی را می‌زیست. عبدالبهاء بقایای جسد باب که در ۳۱ ژانویهٔ ۱۸۹۹ به عکا رسیده بود را برای محافظت به بهیه‌خانم سپرد که در اتاق او در خانهٔ عبدالله پاشا قرار گرفت. او در ضمن مسئول حفظ و نگهداری از عکس‌های پرترهٔ بهاءالله و باب و سایر وسایل به جای مانده از آن دو نیز بود. تنها وقفه‌ای که در انجام مسئولیت‌های بهیه‌خانم در طول این سالیان ایجاد شد مربوط به دورهٔ جنگ جهانی اول می‌شود که ایشان به همراه خانواده و دیگر بهائیان آمریکایی، ادیت ساندرسون و لوا گتسینگر، در اقامتگاه کدخدای روستای ابوسنان اقامت داشتند. به‌علاوهٔ این موارد، عبدالبهاء حفظ وصیت‌نامهٔ خود را نیز به او سپرده بود.
بهیه با بازیافتن آزادی، علناً فعالیت‌های خیریهٔ خود را آغاز کرد. او پرورشگاهی در خانهٔ خود برای کودکان غیر بهائی و بهائی افتتاح کرد و بر آموزش ایشان نظارت داشت و «دعا و مناجات، خواندن و نوشتن، مدیریت خانه، گلدوزی، خیاطی و آشپزی» به آن‌ها آموزش می‌داد. بهیه به عنوان «مدیر خانواده» مدیریت زائران متعددی را که از شرق و غرب عالم به دیدار او و عبدالبهاء می‌آمدند را نیز بر عهده داشت. او همچنین احترام و محبت مردم محلی را به حدی جلب کرده بود که زنانی با پیشینهٔ اسلامی درخواست می‌کردند تا پارچهٔ کفن ایشان را او ببرد تا پس از مرگ با قرار گرفتن در آن به آرامش ابدی رسند. مارگارت رندال در خاطرات خود می‌نویسد که «همه برای درخواست کمک و راهنمایی به او مراجعه می‌کردند. او شخصیتی لطیف، دوست‌داشتنی، و در عین حال قوی داشت.»

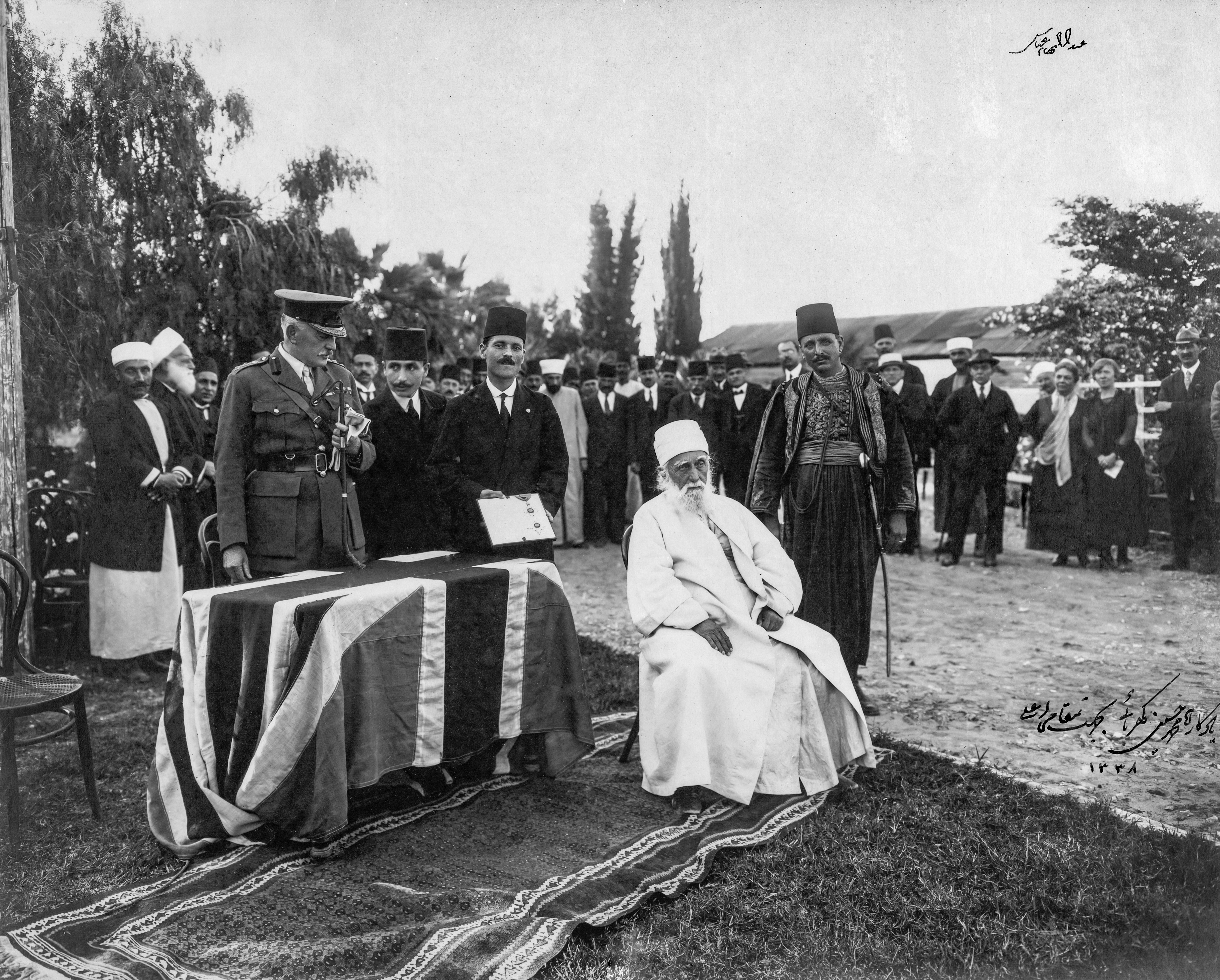
مراسم اعطاء لقب شوالیه به عبدالبهاء

در سال ۱۹۱۴ جنگ جهانی اول آغاز شد که منطقهٔ فلسطین را تحت تأثیر قرار داد و ارتباط بین عبدالبهاء و جامعهٔ جهانی بهائی را تقریباً متوقف کرد. علاوه بر این، حیفا به شدت تحت تأثیر کمبود مواد غذایی قرار گرفت و از این طریق بود که بهیه خدمات بشردوستانهٔ خود را افزایش داد. او و برادرش انبار بزرگ غلهٔ خود را بین فقرا و نیازمندان منطقه تقسیم کردند. گزارش شده که اهالی محلی به خانهٔ عبدالبهاء می‌رفتند تا غذایی که بهیه آماده می‌نموده را به صورت جیره‌بندی دریافت کنند. خدمات بشردوستانهٔ عبدالبهاء و بهیه در طول جنگ، موجب تحسین ایشان از سوی دولت بریتانیا شد و سبب گشت تا به عبدالبهاء لقب شوالیه اعطاء شود.

#### رهبر اجرایی آیین بهایی
او به دفعات به سِمَت رهبر اجرایی آیین بهایی برگزیده شد. از جمله در دورهٔ سفرهای عبدالبهاء به غرب بین سال‌های ۱۹۱۰–۱۹۱۳، زمانی که در دههٔ ششم زندگی خود بود، و سپس در زمان سفرهای شوقی افندی به اروپا بین سال‌های ۱۹۲۲ تا ۱۹۲۴ هنگامی که در دههٔ هفتم از زندگی به سر می‌برد. ایفای چنین نقشی برای یک زن از نظر تاریخی بسیار کم‌سابقه بوده‌است. او در سال ۱۹۱۰ از سوی عبدالبهاء که در سفرهای طولانی خود به غرب بود، به این سِمَت منصوب شد. در این دوره، بهیه‌خانم به امور مرکز جهانی بهائی و ارتباطات خارجی آن می‌پرداخت. این‌ها شامل ملاقات با بزرگان، سخنرانی از طرف عبدالبهاء، ملاقات با مقامات مسول چه مرد و چه زن، و ارائهٔ کمک‌های پزشکی به بیماران و فقرا بود. بهیه همچنین به راهنمایی روحانی و اداری جامعهٔ جهانی بهائی مشغول بود که مستلزم نوشتن نامه‌های تشویقی به جوامع بهائی سراسر جهان می‌بود. او در این مدت با عبدالبهاء مرتباً در مکاتبه بود.
در سال ۱۹۲۱، عبدالبهاء درگذشت و بهیه‌خانم با کمک سایچیرو فوجیتا در تلگراف‌هایی خبر فوت او را به عالم بهائی اعلام کرد. از جمله تلگرافی به منزل ولزلی تودور پل در لندن ارسال داشت و شوقی افندی را از این واقعه باخبر نمود. هنگامی که شوقی افندی رهبری آیین بهائی را بر عهده گرفت، اظهار داشت که چگونه در دوران سخت پس از مرگ عبدالبهاء از حمایت‌های بهیه‌خانم بهره‌مند بوده‌است. در سال ۱۹۲۲ بهیه مجدداً و این بار توسط شوقی افندی به عنوان رهبر اجرایی دیانت بهایی انتخاب شد و کمیته‌ای به او در انجام این مهم کمک می‌نمود که البته بدون امضای او نمی‌توانست مصوبه‌ای داشته باشد. او مفاد وصیت‌نامهٔ عبدالبهاء را برای بهاییان تشریح کرد و به ویژه زنان بهائی ایران را تشویق می‌نمود تا در فعالیت‌های بهائی مشارکت کنند و مفاد عهد و میثاق بهاءالله را برای ایشان توضیح می‌داد. نامه‌های تشویقی او برای جوامع بهائی که در سوگ درگذشت عبدالبهاء عزادار بودند، تسلی خاطر بود. در یکی از این نامه‌ها آمده‌است:
«چون حضرت روح از عالم ادنی به ملکوت ابهی شتافت دوازده نفر از اصحاب داشت که یکی از آن‌ها هم مردود شد و این عدهٔ معدود چون جمیع شئون را فدای مسیح نمودند و غرق انوار آن وجه صبیح ملیح گشتند و فانی و محو در حضرت روح شدند. جهان را روشن و منیر نمودند.»
بهیه‌خانم بسیار مورد احترام همگان بود. او شاهد بود که چگونه برخی از بستگانش برخلاف وصایای عبدالبهاء عمل می‌نمودند و از طریق تلگراف‌های متعددی، حاوی مفاد وصیت‌نامهٔ عبدالبهاء، که به سراسر جهان ارسال می‌نمود به تمام بهائیان تعلیم می‌داد که تنها باید از شوقی افندی پیروی کنند. بهیه‌خانم بیشتر عمر خود را وقف حفاظت و حمایت از دو رهبر دیانت بهائی پس از بهاءالله کرد. به همین دلیل پس از انتصاب شوقی افندی، مخالفت‌های داخلی اندکی با رهبری او وجود داشت. اما پس از مرگ بهیه، برادرزاده‌های شوقی افندی، بر سر خانهٔ بهاءالله در بغداد، به مخالفت آشکار با او پرداختند. او در طول سال‌ها اختلاف در درون خانوادهٔ بهاءالله بر سر رهبری جامعهٔ بهایی که منجر به انفصال بسیاری از اعضاء خانواده از جامعهٔ بهایی شد، به عهد و پیمان بهاءالله وفادار ماند.

### درگذشت
در اواخر دههٔ ۱۹۲۰، وضعیت سلامتی بهیه‌خانم به‌شدت رو به وخامت گذاشت و او به دلیل بیماری و دردهای مزمن، ایام را به سختی سپری می‌کرد. زائران بهائی آن ایام خاطرنشان می‌کنند که زیارت مرقد بهاءالله و باب برای بهیه سخت شده بود و او برای ایستادن و نشستن به کمک نیاز داشت. او ساعات بسیاری از شبانه‌روز را در بیداری به‌سر می‌برد و بیشتر مشغول به دعا و تفکر بود. بهیه‌خانم در ۱۵ ژوئیهٔ ۱۹۳۲، درست چند هفته پس از این‌که کیت رانسوم-کهلر به نام او وارد وطنش شد، درگذشت. شوقی افندی با اشاره به مرگ بهیه‌خانم عنوان نمود که دفتر عصر رسولی از تاریخ آیین بهائی بسته شد. او با این تلگراف خبر درگذشت وی را مخابره نمود:

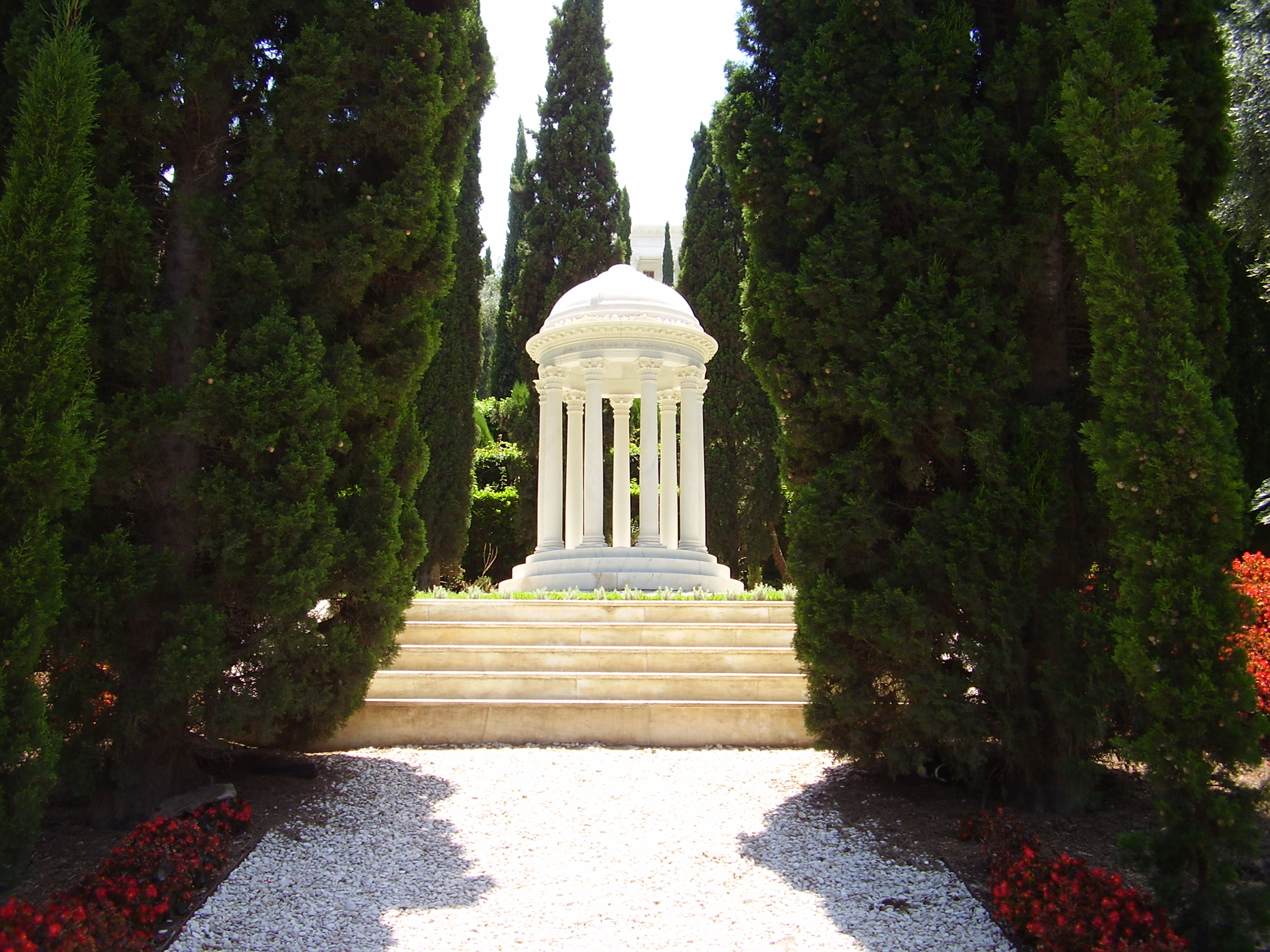
مقبرهٔ بهیه‌خانم در باغ‌های بهائی، حیفا.

«ورقه علیا بقیة البهآء و ودیعتُه از اُفق بقعه نوراء متواری و به سدرة به سدرةالمنتهی متصاعد و در اعلی غُرَف جنان بر مسند عزّ بقا متّکی چشم اهل بها گریان است و قلوب اهل وفا سوزان. صبر و شکیب صفت یاران راستان است و تسلیم و رضا از شیم خاصّان و مقربان. اعیاد و جشن‌های امریّه اعزازاً لمقامها لمحمود مّدت نه ماه در شرق و غرب عالم بهائی بِالکُلیّه موقوف هیکل نازنینش در بقعه مرتفعه جوار مقام بها استقرار یافت. شوقی»
تشییع جنازه او مراسمی بزرگ بود به‌سان تشییع جنازه عبدالبهاء، با مداحی‌ها، دعاها و اشعاری که توسط مردمی از ادیان و نژادهای مختلف خوانده می‌شد. در اوت ۱۹۳۲ ضیافت ناهاری به افتخار او برگزار شد که در آن به یاد او غذا بین فقرا و نیازمندان تقسیم می‌شد.

### بزرگداشت
شوقی افندی در بزرگداشت بهیه‌خانم مدحی دست‌نویس در ۱۶ صفحه سروده‌است. از بهائیان مقیم سرزمین مقدس خواسته شد تا در محل دفن موقت وی برای ۹ شبانه‌روز به دعا مشغول گردند. منیره خانم در غم از دست دادن او نوشت: «ما را در آتش جدایی و دوری سوختی». نُه ماه عزای عمومی برای بهائیان در گرامیداشت یاد او اعلام شد، و درخواست شده بود تا به احترام او از برگزاری جشن‌های خصوصی و شخصی نیز تا به یک سال اجتناب گردد.
اولین گامی که شوقی افندی در ایجاد مرکز اداری بهائی برداشت، خرید زمینی در کوه کرمل در مجاورت مرقد باب بود که پیکر بهیه‌خانم در آن زمین به خاک سپرده شد. او سپس بقایای پیکر میرزا مهدی و نواب را نیز در دسامبر ۱۹۳۹ به این زمین منتقل نمود. این مقابر اکنون در باغ‌های بهائی، در سراشیبیی پایین ساختمان‌های بهایی در قوس کوه کرمل قرار دارند. شوقی افندی همچنین ترجمهٔ «تاریخ نبیل»، مطالع‌الانوار، را در سال ۱۹۳۲ به پایان رساند و آن را به بهیه‌خانم تقدیم کرد.